# Esbjerg bybusser
→ Denne artikel omhandler bybuskørslen i den jyske havneby Esbjerg. For kollektiv trafik andre steder i Sønderjylland og region Syddanmark se Sydtrafik
Bybusserne i Esbjerg udgør sammen med fire jernbanestationer den offentlige transport i Danmarks fjerdestørste by, Esbjerg. Bybusnettet består af i alt 16 linjer. Busserne udbydes af Sydtrafik. Driften, der beløber sig til 106 millioner kroner årligt (2023) finansieres hovedsageligt af Esbjerg Kommune, sekundært af billetindtægter.

## Historie
Esbjerg fik sine første bybusser i 1922. Det første kendte billede af en Esbjerg-bybus er fra 1952. Den første kendte strejke over løn i Esbjerg kan dateres tilbage til 1960 hvor busselskabets driftsleder "Rasmussen" var i forhandling om løn med chaufførernes tillidsmand Carl Jacobsen. Siden da er linjenettet vokset til at dække hele Esbjerg Kommune i takt med at byen er vokset og kommunen i 2007 blev sammenlagt med flere nabokommuner.

### Esbjerg kommunale busselskab
Efter oprettelsen af bybuskørslen og kørsel med private vognmænd overtog Esbjerg Kommune i 1979 selv ansvaret for den kommunale bybuskørsel som den bibeholdte indtil 1994 hvor Ribe Amt overtog kørslen.
De mest kendte ruter i Esbjerg var linjerne 1, 2, 3, 4, 5, 6 og 7. Rutenettet i Esbjerg indtil 1967 hvor en linje 10 kom til nettet. I 1975 kom en linje 31 til nettet i forbindelse med åbningen af en A-Z i byen som forbandt denne med Esbjerg Sygehus.
I 1994 og 1995 udspillede der sig en voldsom faglig konflikt, Ri-Bus konflikten, med den daværende busoperatør. Bortset fra lidt omlægninger og meget få nedlæggelser forblev linjenettet set uændret indtil 2017, hvor Esbjerg kommune indførte et Stambuslinjenet som det blandt andet kendes fra A-busserne i København. Bybustrafikken blev i Esbjerg drevet af kommunen i samarbejde med Ribe Amts trafikselskab indtil 2007 hvor Sydtrafik overtog som led i Strukturreformen. Busserne kørte indtil 2007 rundt i kommunens farver.

## Elektrisk busdrift i Esbjerg
Tilbage i foråret 2021 besluttede Esbjerg kommune sig for at busdriften i byen skulle være grøn, og Tide fik til opgave at skaffe elektriske busser. Efter endt udbud endte det med at Tide købte 29 busser hos kinesiske Golden Dragon.
Søndag den 12. december 2021 inviterede Esbjerg til gratis kørsel med de nye elbusser og første afgang var på Linje 13 fra Sædding til FanøFærgen klokken 05.04 om morgenen. Depotet til de nye El-busser stod klar den 10. november 2021 Esbjerg er den første større by i Danmark der blev 100% elektrisk på busdriften., Den næste by der følger efter med 100% elektrisk bybusdrift bliver Aalborg i foråret 2022.
Overgangen til elbusdrift i Esbjerg har ikke været hel så gnidningsfri som først beregnet. Busserne har haft problemer med at gå ud idet at de kun holder strøm til 350 km pr opladning men nogle af ruterne i Esbjergs bybusnet er op til 450 km lange over en hel dagsvagt.

## Datidens linjenet
Indtil 2017 havde Esbjerg et ret så udbredt linjenet med følgende linjer
| Rute | Linjeføring                                                                | Bemærkninger                                |
| ---- | -------------------------------------------------------------------------- | ------------------------------------------- |
| 1    | Gjesing - Esbjerg Busterminal - Sædding                                    |                                             |
| 2    | Sønderris -Fovrfeld - Esbjerg Busterminal - Hedelund                       |                                             |
| 3    | Veldbæk - Rørkjær - Esbjerg Busterminal - Sædding - Hjerting               |                                             |
| 4    | Jerne - Esbjerg Busterminal - Gjesing                                      |                                             |
| 5    | Fanø Færgen - Esbjerg Busterminal - Gjesing Nord                           |                                             |
| 6    | Hjerting - Guldager - Esbjerg Busterminal - Kjersing - Bryndum - Vr. Nebel |                                             |
| 7    | Hedelund - Gjessing - Sædding - Hjerting                                   | Ringlinje der ikke kom igennem centrum      |
| 8    | Varde - Hjerting - Esbjerg Busterminal - Rørkjær - Andrup Esbjerg Lufthavn | Linjen var finansieret af Region Syddanmark |
| 10   | Hjerting - Sædding - Esbjerg Busterminal                                   | Hurtiglinje langs kysten til Hjerting       |
| 13   | Tarp - Kjersing - Kvaglund - Jerne - Esbjerg Busterminal                   |                                             |
| 14   | Måde - Veldbæk - Jerne - Boldesager - Fovrfeld - Sædding - Hjerting        | Linjen kom ikke forbi Esbjerg Busterminal   |
| 15   | Esbjerg Busterminal - Dokken                                               |                                             |

## Linjenettet pr. 2024
Esbjerg Byråd fremlagde i 2016 planer om at lave et såkaldt stambusnet, hvor linjerne kører den samme rute, men forgrener sig ud til at køre ud til hver sin endestation.
Nettet består af tre stambusruter med 'efternavnene' A, B og C. A-linjerne er de mest centrale linjer og forbinder Esbjergs mest passagertunge områder og betjenes størstedelen af døgnet af 13,7 meter busser. B-linjerne er den næstmest passagertunge og betjenes hovedsageligt af mindre busser. Endelig er der C-busserne, der forbinder byer i oplandet med Esbjerg by. Dertil kommer en række supplerende ruter, markeret med gult.

### Natbusdrift
I tilføjelse til Esbjergs linjenet om dagen så byder havnebyen også på natbusdrift. Linjenettet består af 8 linjer der har udgangspunkt fra Torvet. Hver linje kører i en cirkuler ruteføring så mest muligt af byen betjenes af natbusdriften. Natbusserne kører udelukkende nat efter fredag og lørdag. Natbusserne er nummereret linjenumrene 801-809.

### Nuværende linjenet, oversigt
Pr. januar 2024 ser linjenettet i Esbjerg således ud: 
| Rute  | Linjeføring | Operatør                           | Bemærkninger                                          |
| ----- | --- | ---------------------------------- | ----------------------------------------------------- |
| 1A    | Umanakparken - Spangsbjerg - Boldesager - Bybusterminalen - Sædding - Sanatorievej - Hjerting                                                        | Tide Bus                           |                                                       |
| 2A    | Thulevej - Spangsbjerg - Bybusterminalen - Sædding - Sdr. Tolbølvej - Hjerting                                                                       | Tide Bus                           |                                                       |
| 1A/2A | Grønlandsparken - Gjesing - Spangsbjerg Møllevej - Kvaglundvej - Esbjerg Sygehus - Bybusterminalen - Skolegade - Strandby Plads - Sædding - Hjerting | Tide Bus                           |                                                       |
| 3B    | Guldager Station - Sønderris - Sædding - Busterminalen - Baggesens Allé - Kvaglund - Gjesing                                                         | Tide Bus                           |                                                       |
| 4B    | Hjerting - Guldager - Sønderris - Busterminalen - Baggesens Allé - Kvaglund                                                                          | Tide Bus                           |                                                       |
| 3B/4B | Guldager - Sønderris - Sædding - Spangsbjerg Kirkevej - Torvegade - Bybusterminalen - Baggesens Allé - Stengårdsvej - Kvaglund - Gjesing             | Tide Bus                           |                                                       |
| 5C    | Hedelund - Esbjerg Busterminal - Gjesing St. - Tarp                                                                                                  | Tide Bus                           |                                                       |
| 6C    | Hedelund - Esbjerg Busterminal - Gjesing St. - Tarp - Vester Nebel                                                                                   | Tide Bus                           |                                                       |
| 7C    | Hedelund - Esbjerg Busterminal - Gjesing St. - Kjersing - Ringvej - Esbjerg Lufthavn                                                                 | Tide Bus                           |                                                       |
| 8C    | Ribe - Darum - Tjæreborg - Esbjerg Busterminal - Gjesing St - Tarp - Varde                                                                           | DitoBus                            | Ikke alle afgange kører til Varde                     |
| 11    | Sædding - Gjesing - Bybusterminalen - Fanøfærgen - Esbjerg Brygge                                                                                    | Tide Bus                           | Ikke alle ture kører til Esbjerg Brygge               |
| 12    | Sædding - Stenhuggervej - Norddalsvej - Grådybet - Busterminalen - Fanøfærgen                                                                        | Tide Bus                           |                                                       |
| 13    | Sædding - Gudenåvej - Sædding Strandvej - Grådybet - Busterminalen - Fanøfærgen                                                                      | Tide Bus                           |                                                       |
| 14    | Varde - Alslev - Hjerting - Sædding - Degnevej - Esbjerg Busterminal                                                                                 | Ditobus / Blåvandshuk Turisttrafik | Ikke alle ture kører til Varde Kun kørsel på hverdage |
| 15    | Fyrparken/Sædding - Gjesing |                                    |                                                       |
| 16    | Bybusterminalen - Darumvej - Lykkegårdsparken - Jagtvej - Hedelund                                                                                   | Tide Bus                           |                                                       |

## Galleri
- Esbjerg bybus på den daværende linje 8 til Hjerting
- Esbjerg Bybus på den nuværende linje 2A
- Busser på Esbjerg Busterminal
- Esbjerg bybus på Linje 3B
- Esbjerg har indsat elbusser af mærket Golden Dragon. Her på linje 2A i Skolegade
- Oversigt over natbusserne i Esbjerg. Kører kun nat efter Fredag og Lørdag
- Linje 7C i skolegade i Esbjerg
- Der er 2 linjer i Esbjerg der fortsat kører på Diesel. Her ses Danmarks længste egentlige "bybus" rute i form af linje 8C, i vejle, som er den ene af byens tilbageværende ruter på Diesel
- Standard busstoppested i Esbjerg